# Johan Hendrik Weidner

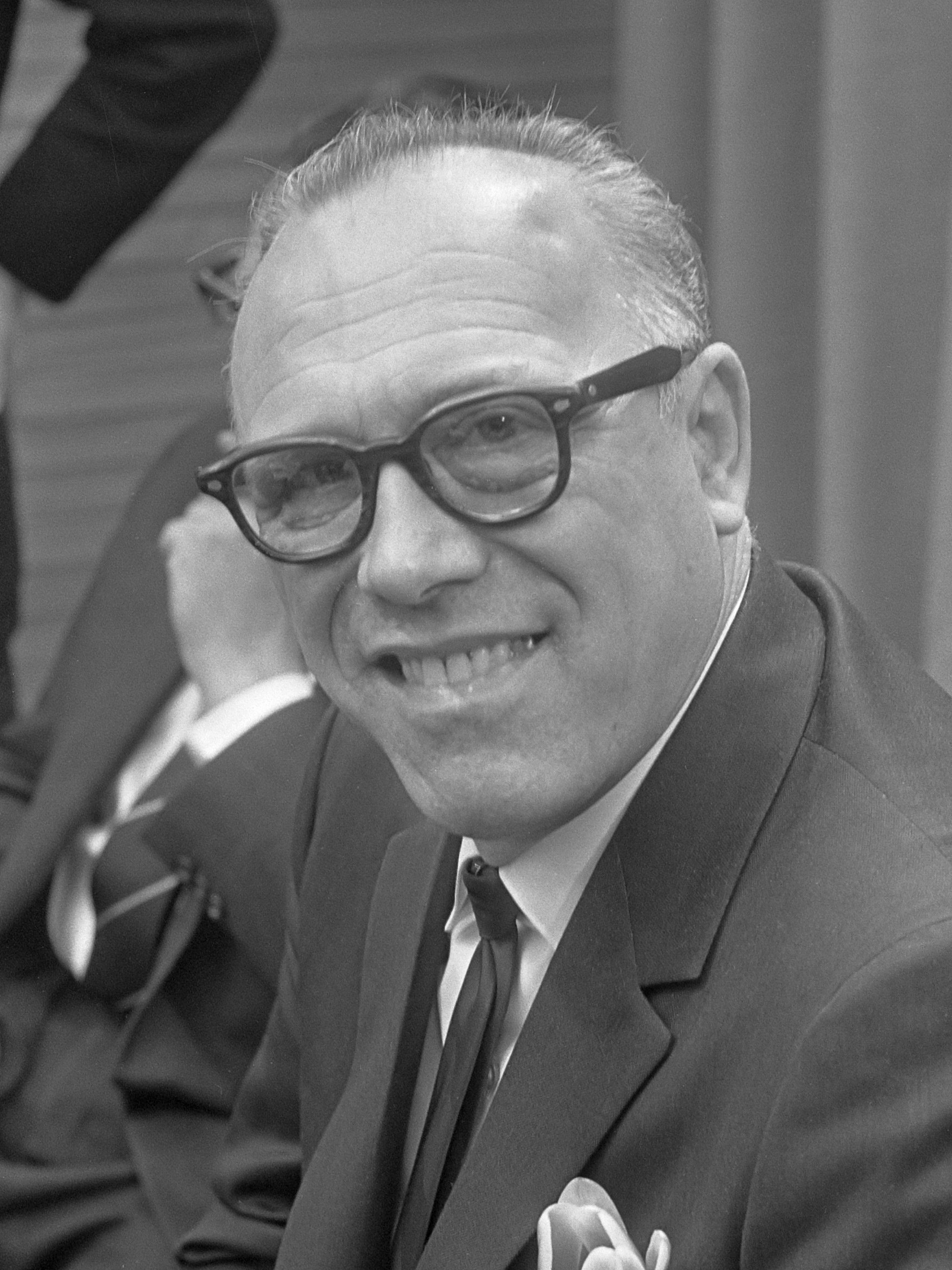
Weidner in Schiphol, 29. März 1967

Johan Hendrik Weidner (* 22. Oktober 1912 in Brüssel; † 21. Mai 1994 in Monterey Park, USA), auch Jean Weidner (frz.) und John Henry Weidner (amerik.) genannt, war ein niederländischer Geschäftsmann, Diplomat sowie während des Zweiten Weltkrieges Gründer und Leiter des westeuropäischen Dutch-Paris-Fluchtnetzwerkes, das mehr als 1000 verfolgte Menschen aus dem besetzten Westeuropa rettete.

## Frühe Entwicklung
Johan Weidner war das älteste von vier Kindern niederländischer Eltern. Er wuchs in Collonges sous Salève in Frankreich nahe an der schweizerischen Grenze auf, wo sein Vater bei den Siebenten-Tags-Adventisten unterrichtete. Er studierte in Genf und Paris Jura und Betriebswirtschaft. 1935 eröffnete er ein Geschäft für Import und Export von Textilien in Paris, drei Jahre später kam eine Verkaufsstelle in Collonges hinzu.

## Fluchthilfe im Zweiten Weltkrieg
Nach dem Westfeldzug, der mit der Besetzung der Beneluxländer und dem Waffenstillstand von Compiègne endete, war es ihm nicht mehr möglich, sich den alliierten Truppen anzuschließen, und so führte er sein Unternehmen von Lyon und Annecy aus weiter. Von dort baute er mit Freunden als Leiter das Dutch-Paris-Fluchtnetzwerk auf, um verfolgte Menschen durch Frankreich und dann auf unwegsamen Bergpfaden entweder in die Schweiz oder über die Pyrenäen nach Spanien in Sicherheit zu bringen. Dem Netzwerk gelang es, etwa 800 Juden, 100 abgeschossene alliierte Besatzungsmitglieder und zahlreiche weitere Menschen über die Grenzen zu bringen. Das Netzwerk bestand aus bis zu 300 Fluchthelfern, von denen etwa 150 festgenommen wurden, darunter auch seine Schwester Gabrielle Weidner, die im KZ Ravensbrück kurz nach der Befreiung durch die Rote Armee starb. Weidner selbst war eine der von der Gestapo am meisten gesuchten Personen und wurde mehrmals festgesetzt, u. a. durch den berüchtigten Klaus Barbie in Lyon, entkam aber auf abenteuerliche Weise jedes Mal wieder.

## Nachkriegszeit
Weidner arbeitete als Mitarbeiter der niederländischen Botschaft in Paris an der juristischen Verfolgung von Kollaborateuren mit und schied 1950 auf eigenen Wunsch aus dem Staatsdienst aus. Fünf Jahre später wanderte er in die USA aus, wo er seine Frau Naomi heiratete und mit ihr die Lebensmittelkette Weidner Natural Foods in Monterey Park, Kalifornien, betrieb.

## Auszeichnungen
- Medal of Freedom with Gold Palm, 1946
- Träger des Order of the British Empire (Offizier)
- Träger des Orden von Oranien-Nassau (Offizier)
- Träger des Croix de guerre
- Träger der Médaille de la Résistance
- Mitglied der französischen Ehrenlegion
- Träger des Leopoldsorden (Belgien) (Offizier)
- Gerechter unter den Völkern